# Flint Motor Company

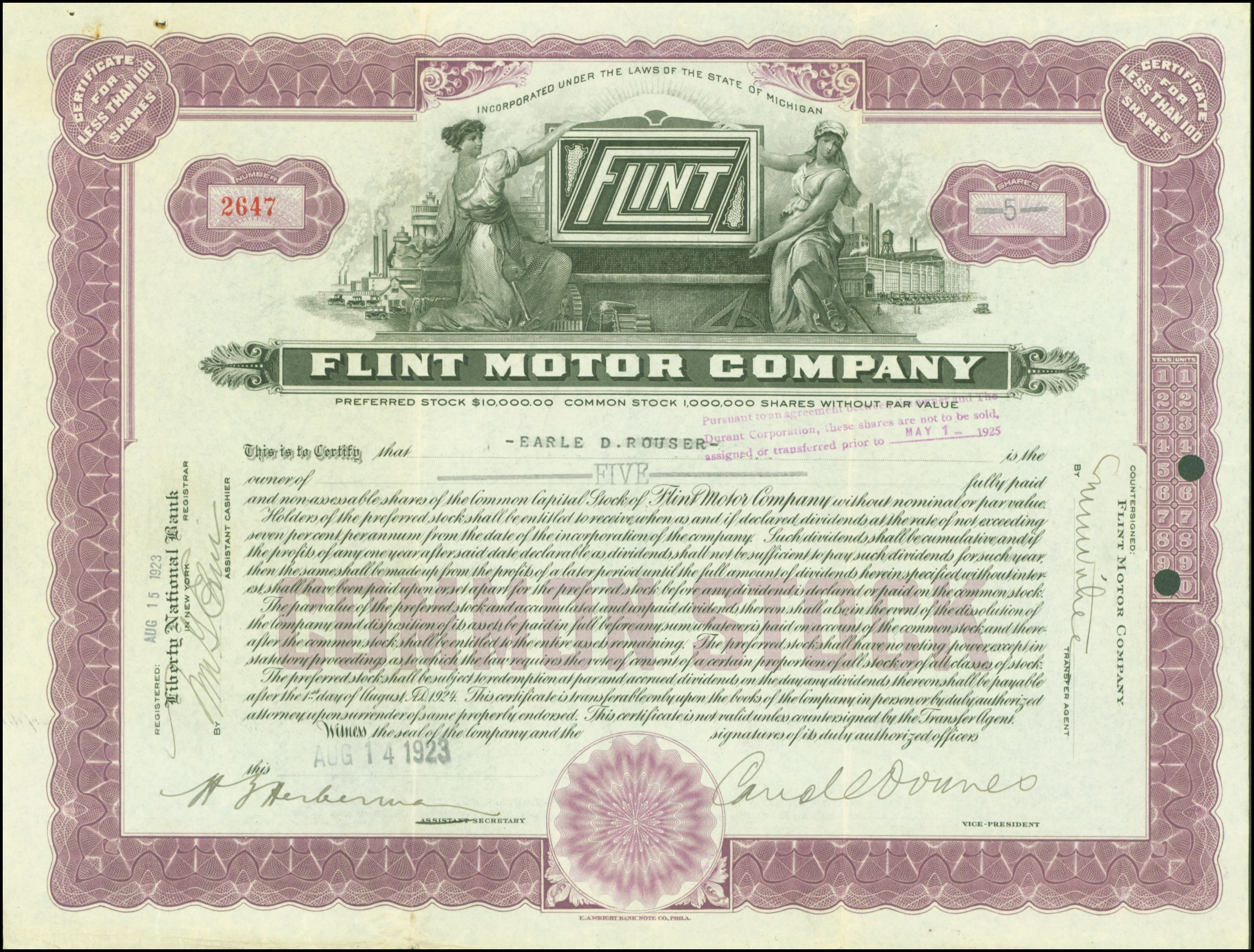
Aktie der Flint Motor Company vom 14. August 1923

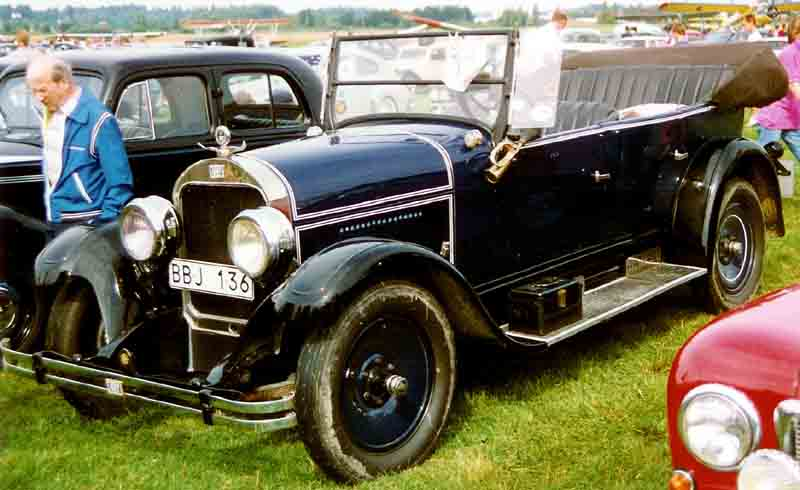
Flint B-40 Touring (1925)

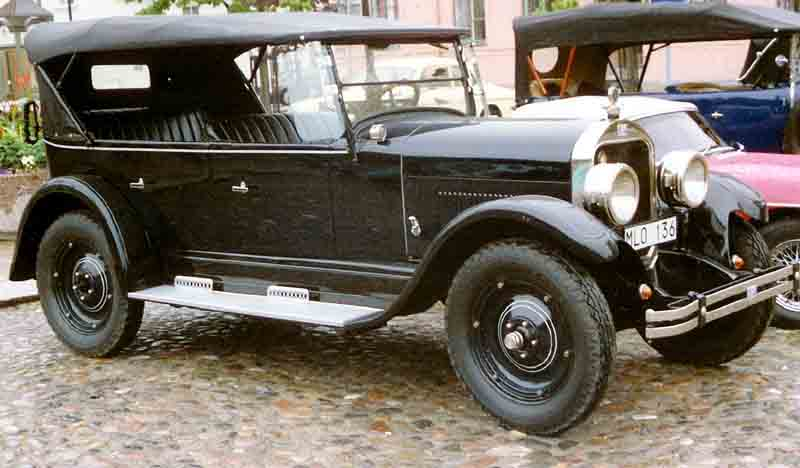
Flint B-40 Touring (1925)

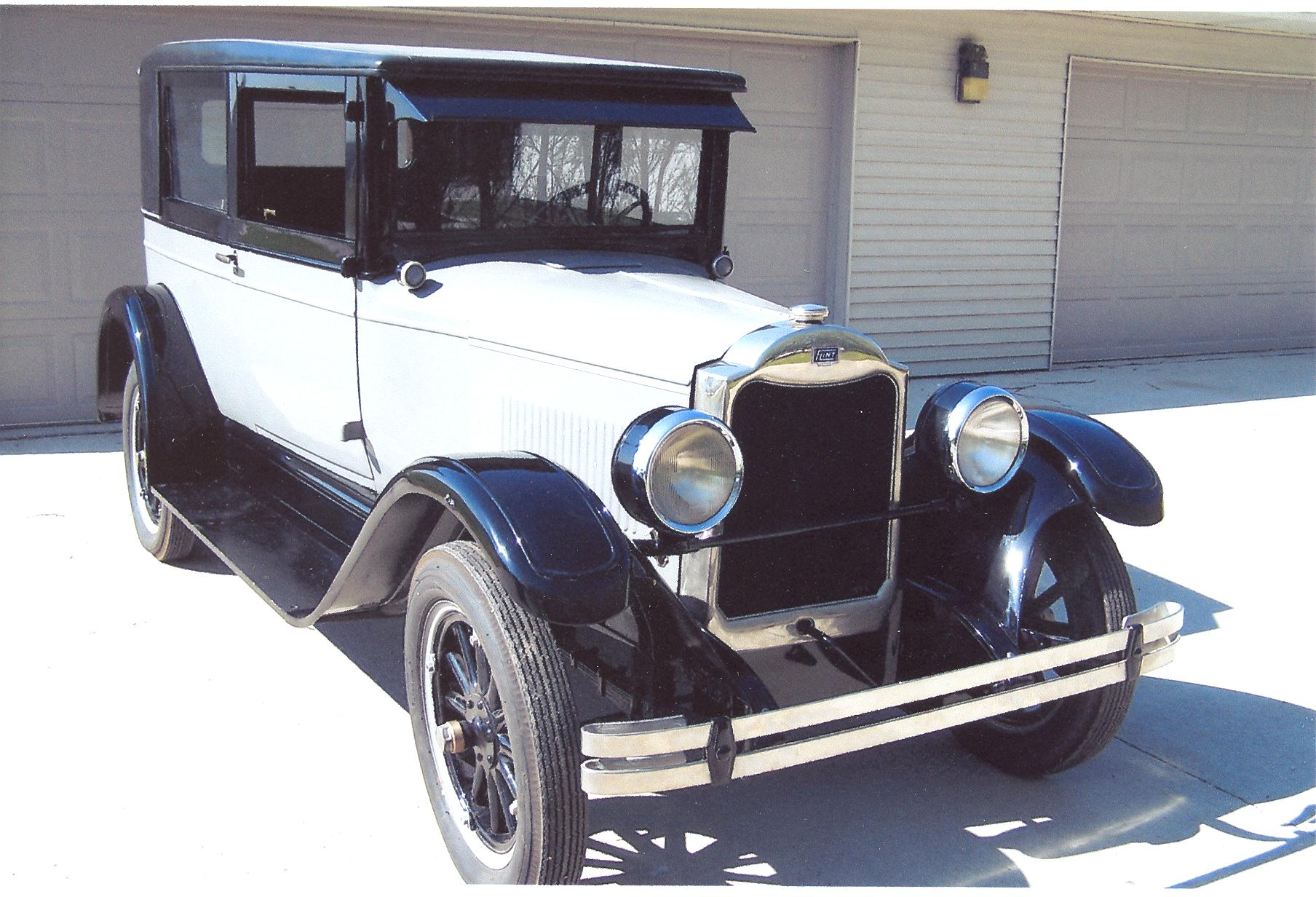
Flint Junior Deluxe Coach (1926) in Stratford (Iowa)

Flint Motor Company war ein Automobilhersteller aus Flint in Michigan in den USA. Das Unternehmen existierte von 1923 bis 1927 und gehörte zu Durant Motors.

## Fertigung
Der Flint gilt als Konfektionsprodukt, weil Durant Motors wesentliche Komponenten anderer Hersteller einbaute. So kamen die Sechszylindermotoren von Continental und die Karosserieteile entstanden bei Budd in Philadelphia.

## Konstruktion
Die Ursprünge des Flint können zum Automobilhersteller Willys zurückverfolgt werden. Dort entwarf man einen Prototyp für einen geplanten Sechszylinderwagen, musste diesem Prototyp dann aber verkaufen, um während einer Finanzkrise Geld zum Erhalt der Firma hereinzubekommen. Durant Motors kaufte diesen Prototyp und entwickelte ihn zum Flint weiter.

## Wirtschaftliche Aspekte
Der Flint konkurrierte mit dem ebenfalls in Flint hergestellten Buick. Nach finanziellen Schwierigkeiten bei Durant Motors wurde die Marke Flint 1927 eingestellt.

## Modelle
| Modell               | Bauzeitraum | Zylinder | Leistung       | Radstand | Aufbauten                                                                   |
| -------------------- | ----------- | -------- | -------------- | -------- | --------------------------------------------------------------------------- |
| E                    | 1923–1924   | 6 Reihe  | 65 bhp (48 kW) | 3048 mm  | Roadster 2 Sitze, Tourenwagen 5 Sitze, Coupé 2 Türen, Limousine 4 Türen     |
| H-40                 | 1925        | 6 Reihe  | 49 bhp (36 kW) | 2921 mm  | Tourenwagen 5 Sitze, Limousine 2 Türen                                      |
| E-55                 | 1925        | 6 Reihe  | 65 bhp (48 kW) | 3048 mm  | Roadster 4 Sitze, Tourenwagen 5 Sitze, Coupé 2 Türen, Limousine 4 Türen     |
| Junior / Junior Z-18 | 1926–1927   | 6 Reihe  | 40 bhp (29 kW) | 2794 mm  | Limousine 2 Türen                                                           |
| 60 / B-60            | 1926–1927   | 6 Reihe  | 49 bhp (36 kW) | 2921 mm  | Roadster 4 Sitze, Tourenwagen 5 Sitze, Limousine 4 Türen                    |
| 80 / E-80            | 1926–1927   | 6 Reihe  | 65 bhp (48 kW) | 3048 mm  | Roadster 3/4 Sitze, Tourenwagen 5 Sitze, Coupé 2 Türen, Limousine 2/4 Türen |